# 斯特凡纳·拉斯米
扬·斯特凡纳·拉斯米（法語：Yann Stéphane Lasme，1982年12月17日—），加蓬职业篮球运动员，曾效力于美国NBA联盟。他在2007年的NBA选秀中第2轮第16顺位被金州勇士选中。